# Karel Appel
Karel Appel (Amsterdam, 25 aprile 1921 – Zurigo, 4 maggio 2006) è stato un pittore e scultore olandese.
Ha studiato al Rijksakademie van beeldende kunsten di Amsterdam dal 1940 al 1943.
La sua prima mostra è del 1946 a Groninga. Nella pittura è stato influenzato da Pablo Picasso, Henri Matisse e Jean Dubuffet.
Nel 1948 fondò il movimento CoBrA con Pierre Alechinsky, Guillaume Corneille, Constant, Asger Jorn, Jan Nieuwenhuys e Christian Dotremont. 
Nel 1950 si trasferì a Parigi e da quel momento sviluppò la sua notorietà in tutto il mondo compiendo frequenti viaggi negli Stati Uniti d'America, in Messico e in Brasile.
Sue opere si trovano nei seguenti musei:
- Museum of Modern Art e nel Museo Guggenheim di New York
- Tate Gallery di Londra
- Museum of Fine Arts di Boston
- Fine Arts Museums di San Francisco
- Museum of Fine Arts di Montréal
- Galleria nazionale d'arte moderna di Roma
- Centro D'Arte Contemporanea presso la Fattoria La Loggia di San Casciano in Val di Pesa Firenze
- Collezione Roberto Casamonti, Firenze
- MAC di Lissone

Nel 1995 realizza la scenografia del Flauto magico per una realizzazione dell'Opera olandese con la direzione di Riccardo Muti.